# 酒井俊光
酒井 俊光（さかい としみつ、1989年9月8日 - ）は、神奈川県横須賀市出身のギタリスト・作曲家・編曲家である。

## 略歴
13歳から音楽を始め、専門学校に進学。在学中から数多くのメジャーアーティストを担当。PVの出演なども多数している。

## 主なサポート
- ケラケラ
- Toshl
- Yoshiki
- DEPAPEPE
- 高橋優
- 銭谷のぞみ
- 徳井りか
- 沖津ひさゆき
- 小林太郎
- まり子
- CLEARs